# June Brown
June Muriel Brown (ur. 16 lutego 1927 w Weybridge, zm. 3 kwietnia 2022 w Surrey) – angielska aktorka, popularna dzięki brytyjskiej operze mydlanej EastEnders. Grała też na scenie, m.in. w przedstawieniu Rebeka i tragedii szekspirowskiej Makbet.

## Życiorys
W 2005 wygrała British Soap Awards w kategorii najlepszej aktorki, a także za całokształt twórczości. W 2008 królowa brytyjska Elżbieta II za zasługi dla rozwoju sztuki dramatycznej uhonorowała ją Orderem Imperium Brytyjskiego, przyznawanym obywatelom brytyjskim, którzy przyczynili się do rozsławienia Wielkiej Brytanii na całym świecie. W 2009 była nominowana do nagrody BAFTA w kategorii najlepszej aktorki.

## Wybrana filmografia

### filmy fabularne
- 1971: Ta przeklęta niedziela (Sunday Bloody Sunday) jako pacjentka
- 1971: Nędzne psy (Straw Dogs) jako Pani Hedden
- 1972: Sitting Target
- 1972: Psychomania
- 1973: The 14 jako matka
- 1979: Morderstwo na zlecenie (Murder by Decree) jako Anne Chapman
- 1980: Niżyński (Nijinsky) jako Maria Stepanova
- 1984: Nierozumiany (Misunderstood) jako Pani Paley
- 1992: Królowie mambo jako otyła kobieta
- 1997: Jaś Fasola: Nadciąga totalny kataklizm jako Delilah

### serial TV
- 1970: Coronation Street jako Mrs. Parsons
- 1973–1974: Doktor Who jako Lady Eleanor of Wessex
- 1984: Koronki (Lace) jako Pani Trelowney
- 1985–1993, od 1997: EastEnders jako Dot Branning / Dot Cotton